# Clairaut (cráter)

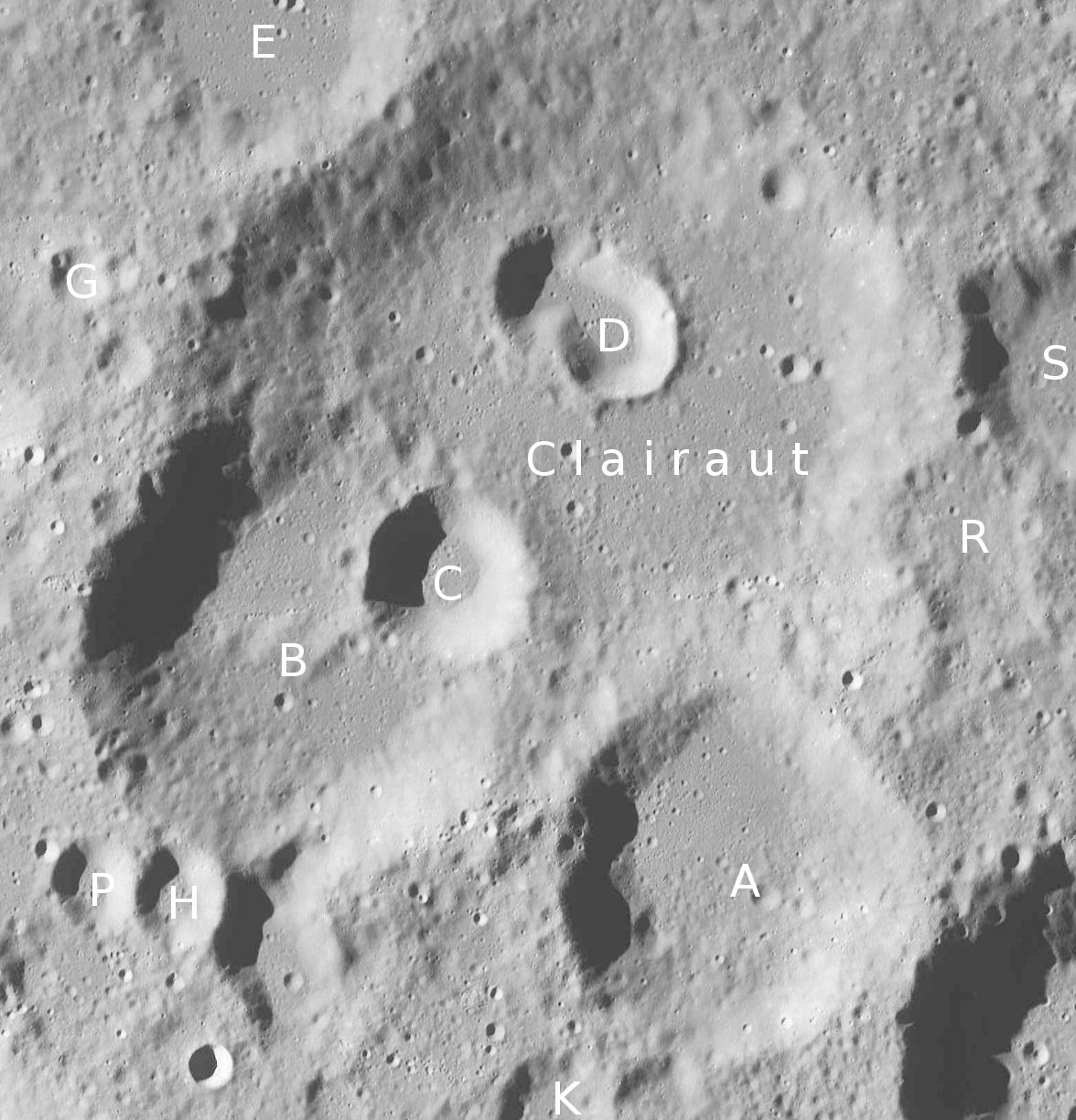
Fotografía de la misión Lunar Reconnaissance Orbiter

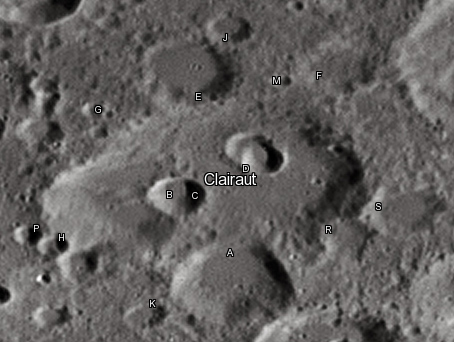
Fotografía de David Campbell

Clairaut es un cráter de impacto lunar que se encuentra en las accidentadas tierras altas del sur de la cara visible de la Luna, justo al sur del cráter Maurolycus y al sureste de Barocius. Al sudoeste aparece el cráter Cuvier.
|  |

Este cráter se ha erosionado y ha sido dañado por impactos posteriores, sobre todo en la mitad sur de la formación. El cráter satélite Clairaut A atraviesa el borde del sudeste. El borde meridional ha sido modificado por varios cráteres pequeños, incluyendo Clairaut B. En el suelo interior del sudeste se sitúa el pequeño cráter Clairaut C. En la parte norte de la planta se encuentra el par cráteres fusionados denominado Clairaut D. Clairaut E está unido al exterior del borde por el noroeste.
La pared interna de Clairaut, suavizado por los impactos, forma una pendiente uniforme hasta el fondo del cráter relativamente plano, con una planta sin marcar por impactos. Una protuberancia de menor importancia discurre a lo largo de la pared interna hacia el oeste-noroeste.

## Cráteres satélite
Por convención estos elementos son identificados en los mapas lunares poniendo la letra en el lado del punto medio del cráter que está más cerca de Clairaut.
|          | \| Clairaut \| Coordenadas \| Diámetro \| \| -------- \| ----------------------------- \| -------- \| \| A \| 48°54′S 14°48′E / -48.9, 14.8 \| 36 km \| \| B \| 48°18′S 12°36′E / -48.3, 12.6 \| 43 km \| \| C \| 48°06′S 13°30′E / -48.1, 13.5 \| 17 km \| \| D \| 47°18′S 14°12′E / -47.3, 14.2 \| 12 km \| \| E \| 46°24′S 12°36′E / -46.4, 12.6 \| 29 km \| \| F \| 46°00′S 14°30′E / -46.0, 14.5 \| 23 km \| \| G \| 47°12′S 11°42′E / -47.2, 11.7 \| 6 km \| \| H \| 48°54′S 12°06′E / -48.9, 12.1 \| 9 km \| \| J \| 45°42′S 12°42′E / -45.7, 12.7 \| 14 km \| \| K \| 49°42′S 14°00′E / -49.7, 14.0 \| 12 km \| \| M \| 46°06′S 13°48′E / -46.1, 13.8 \| 5 km \| \| P \| 49°00′S 11°48′E / -49.0, 11.8 \| 9 km \| \| R \| 48°00′S 15°54′E / -48.0, 15.9 \| 15 km \| \| S \| 47°30′S 16°18′E / -47.5, 16.3 \| 22 km \| |          |
| Clairaut | Coordenadas | Diámetro |
| A        | 48°54′S 14°48′E / -48.9, 14.8 | 36 km    |
| B        | 48°18′S 12°36′E / -48.3, 12.6 | 43 km    |
| C        | 48°06′S 13°30′E / -48.1, 13.5 | 17 km    |
| D        | 47°18′S 14°12′E / -47.3, 14.2 | 12 km    |
| E        | 46°24′S 12°36′E / -46.4, 12.6 | 29 km    |
| F        | 46°00′S 14°30′E / -46.0, 14.5 | 23 km    |
| G        | 47°12′S 11°42′E / -47.2, 11.7 | 6 km     |
| H        | 48°54′S 12°06′E / -48.9, 12.1 | 9 km     |
| J        | 45°42′S 12°42′E / -45.7, 12.7 | 14 km    |
| K        | 49°42′S 14°00′E / -49.7, 14.0 | 12 km    |
| M        | 46°06′S 13°48′E / -46.1, 13.8 | 5 km     |
| P        | 49°00′S 11°48′E / -49.0, 11.8 | 9 km     |
| R        | 48°00′S 15°54′E / -48.0, 15.9 | 15 km    |
| S        | 47°30′S 16°18′E / -47.5, 16.3 | 22 km    |